# 萬荊
萬荊（17世紀—17世紀），字子荊，江西南昌府南昌縣人，南明政治人物。

## 生平
萬荊年輕時已有有才名，先生看見他摸摸頭說：「此童子英英，老夫亦畏之。」家中貧窮，食物不夠餬口，但他像富貴公子般自愛，在城中讀書時右手邊不放書，卻擺放圖畫香爐；隆武二年（1646年）廷試第一，獲授庶萃士，福京失陷後前往白湖嶺，將銷釘掉進山谷，不再進入城市。每次和友人宴會，他總會演奏雅調，聲音悲壯。

## 引用
1. 1 2  錢海岳《南明史·卷九十七·列傳第七十三》：（南昌人）萬荊，字子荊，有才名。隆武時廷試第一，授庶萃士。福京亡，入白湖嶺，不入城市。
2. ↑  同治《南昌縣志》·卷二十·人物七：萬荊，字子荊，總角有才名，鄉先生見之摩頂曰：「此童子英英，老夫亦畏之。」家素匱，不足饘粥，荊光美自愛如富貴公子，讀書城中，坐右不置書，惟圖畫墨搨、博山雨花諸器而已，凡試無不先人。甲申之變，入白湖嶺，投車轄巖谷中，逍遙自樂；尤善音律，每友人讌集，輒奏雅調，聲音悲壯。 閔鉞《離史》